# Le Bardit des Francs
Le Bardit des Francs est une œuvre pour chœur d'hommes, cuivres et percussions d'Albert Roussel composée en 1926.

## Présentation
Le Bardit des Francs se réfère au bardit, mot dérivé de barde, qui désigne un chant funèbre. Le texte provient d'un poème extrait du sixième livre des Martyrs de Chateaubriand et se rapporte au roi des Francs Pharamond.
La partition, composée en 1926, est créée à Strasbourg le 21 avril 1928 par la Chorale Strasbourgeoise dirigée par E. G. Münch, et publiée à Colmar pour chœur a cappella dans le recueil Le renouveau choral, puis en 1934 pour chœur et ensemble instrumental par Durand.
L’œuvre est dédiée à la mémoire de Christian Preisach, beau-frère de Roussel.

## Analyse
Le Bardit des Francs est écrit pour chœur à quatre voix d'hommes (deux ténors, deux basses), deux cors, deux trompettes, trois trombones, un tuba, timbales et percussions (cymbales, grosse caisse, tam-tam).
Damien Top qualifie l’œuvre de « magnifiquement sauvage » et souligne les « effets magistraux obtenus par les voix, renforcés par les cuivres et timbales, [qui] semblent avoir été simplement générés par une lecture attentive du texte ».
Pour Harry Halbreich, la pièce annonce « les passages les plus puissants du Psaume en son âpre violence ». Le musicologue résume l'argument et souligne en regard les moyens musicaux employés par Roussel :

« Avant de combattre leurs ennemis, les Francs adressent un chant d'adieu et de mort à leur roi Pharamond. De rudes chocs bitonaux, des rythmes heurtés et percutants soulignent la force des images [...], et l’œuvre se termine piano sur la magnifique modulation accompagnant les dernières paroles : « Nous sourirons quand il faudra mourir. » »

La durée moyenne d'exécution du Bardit des Francs est de quatre minutes trente environ. 
Dans le catalogue des œuvres du compositeur établi par la musicologue Nicole Labelle, le morceau porte le numéro L 40.

## Discographie
- Albert Roussel Edition, CD 6, Chœurs de l'Université de Paris, Orchestre de la Société des concerts du Conservatoire, Georges Tzipine (dir.), Erato 0190295489168, 2019[7].
- Albert Roussel, avec le Psaume LXXX, Fanfare pour un sacre païen et Aeneas, EuropaChorAkademie, Orchestre philharmonique du Luxembourg, Bramwell Tovey (dir.), Timpani 1C1082[8], 2004.